# Ежектор (артилерия)
Ежектор на ствола – устройство за продухване на цевта на артилерийско оръдие от барутните газове, служещо за намаляване на загазоването в бойните отделения на танковете, САУ и корабните куполни артилерийски установки. Ежекторът е изобретен към края на Втората световна война.

## Устройство
Ежекторът представлява цилиндрична газова бутилка за барутните газове, надяната на оръдейния ствол. В самия ствол между дъната на ежектора са пробити под ъгъл отвори-сопла, съединяващи цевта с вътрешния обем на ежектора. При изстрел, в процеса на движение в цевта, снарядът отначало отваря пояса на отворите, разположен по-близо към затвора (камерата), и барутните газове под голямо налягане (3000 – 4000 кгс/см²) запълват ежектора. След излитането на снаряда от цевта, налягането в нея спада. Тогава от ежектора, през сопла, разположени под ъгъл към оста на цевта и близо към дулния срез, газовете се устремяват навън от ствола. Така се създава ефект на струйна помпа - газовете от ежектора, излизайки с голяма скорост, увличат барутните газове от затвора и бойното отделение (при отворен затвор) и ги извеждат навън.
Външно ежекторът изглежда като цилиндрично удебеление, примерно по средата на ствола. Наличието на ежектор е характерна черта на оръдията в съвременната бронетехника.
При излизане от строй (например, ако в него се появи дупка) извличането на барутните газове от бойното отделение ще е силно затруднено. Това може сериозно да наруши работата на екипажа поради силно дразнещото действие на барутните газове и намаляването на видимостта в бойното отделение. Нормалната работа на личния състав в този случай може да продължи само с използването на противогази.